# وویکوو
وویکوو (به چکی: Vojkov) یک منطقهٔ مسکونی در جمهوری چک است که در شهرستان بنشوف واقع شده‌است. وویکوو ۱۵٫۵۴ کیلومتر مربع مساحت و ۵۱۵ نفر جمعیت دارد.